# Riccardo Fellini
Riccardo Fellini (Rimini, 27 febbraio 1921 – Roma, 25 marzo 1991) è stato un attore e regista italiano.

## Biografia
Fratello minore di Federico Fellini, nasce a Rimini nel 1921. Frequenta a Roma i corsi di recitazione presso il Centro Sperimentale di Cinematografia, per debuttare nel cinema, scritturato da Mario Mattoli, per una piccola parte nel film I 3 aquilotti, del 1942.
La sua carriera di attore è limitata a circa 20 film. Come regista nel 1962 realizza la pellicola Storie sulla sabbia uscito poi nel 1963, suo unico film anche come soggettista e sceneggiatore. Accanto a queste attività si occupa anche di documentari per la RAI e per committenti privati e inoltre sarà responsabile come organizzatore e direttore alla produzione di film per conto di varie case cinematografiche.
Muore a Roma all'età di 70 anni nel 1991 ed è sepolto nel cimitero di Bosa (provincia di Oristano) in Sardegna.

## Filmografia

### Attore
- I 3 aquilotti, regia di Mario Mattoli (1942)
- Addio, amore!, regia di Gianni Franciolini (1943)
- I bambini ci guardano, regia di Vittorio De Sica (1943)
- Apparizione, regia di Jean de Limur (1943)
- Nessuno torna indietro, regia di Alessandro Blasetti (1943)
- Il brigante di Tacca del Lupo, regia di Pietro Germi (1951), assistente alla produzione
- I vitelloni, regia di Federico Fellini (1953)
- Allegro squadrone, regia di Paolo Moffa (1954)
- Sinfonia d'amore, regia di Glauco Pellegrini (1954)
- Città di notte, regia di Leopoldo Trieste (1956)
- Le notti di Cabiria, regia di Federico Fellini (1956)
- I vagabondi delle stelle, regia di Nino Stresa (1956)
- Fortunella, regia di Eduardo De Filippo (1957), segretario di produzione
- Il padrone delle ferriere, regia di Anton Giulio Majano (1959)
- Le italiane e l'amore, regia di Marco Ferreri (1961)
- Una storia moderna - L'ape regina, regia di Marco Ferreri (1962)

### Regista
- Storie sulla sabbia (1963)

## Programmi televisivi RAI
- Pauline, il cavallo sapiente, un programma di Riccardo Fellini, musiche di Giuliano Sorgini, 1978.